# Nagrywanie binauralne

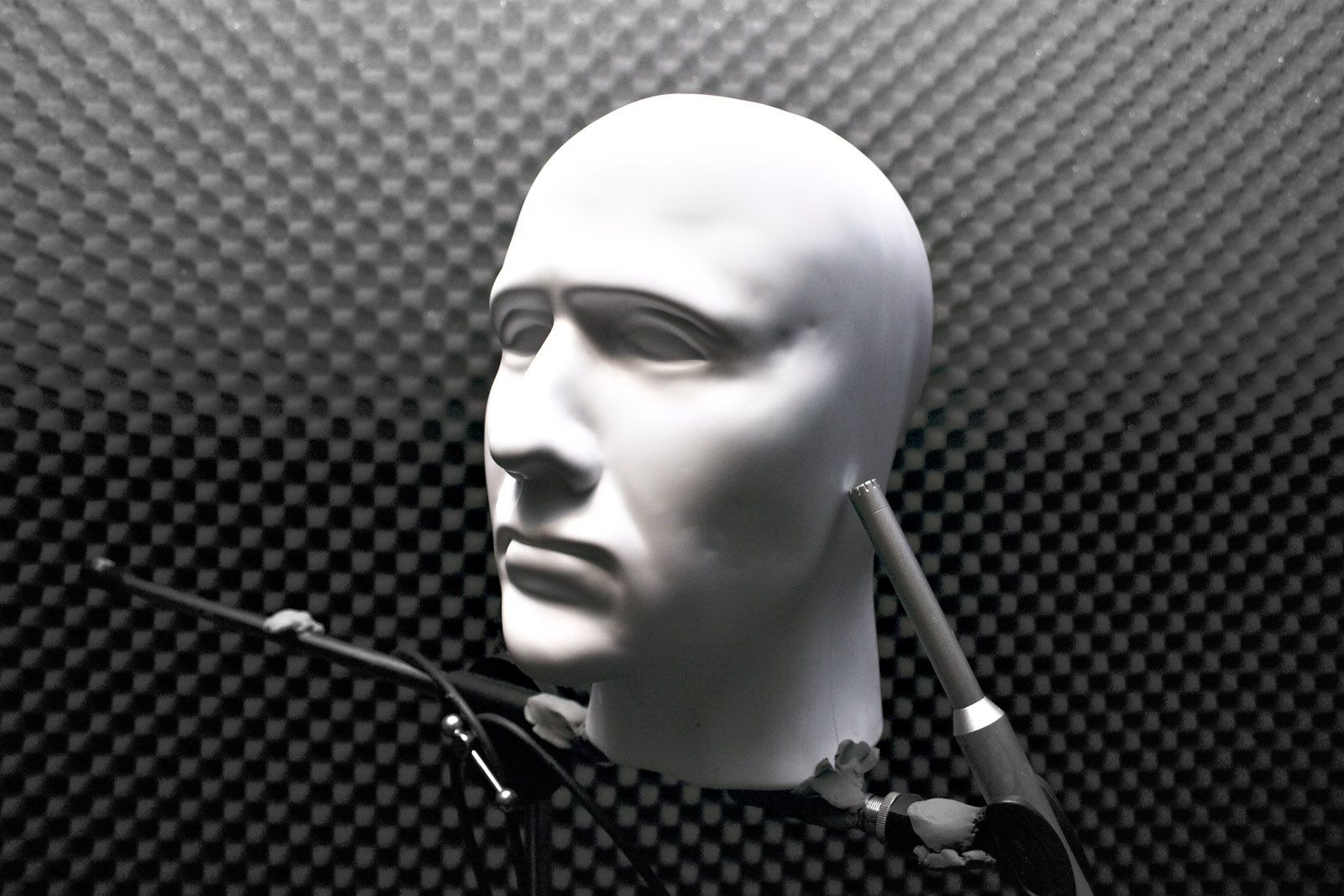
„Sztuczna głowa” używana do nagrywania binauralnego (drugi mikrofon jest zasłonięty)

Nagrywanie binauralne (z łac. bi – podwójny, auris – ucho) – technika nagrywania dźwięku za pomocą dwóch mikrofonów, umożliwiająca słuchaczowi precyzyjną lokalizację w przestrzeni zarejestrowanych sygnałów akustycznych i tym samym stwarzająca dźwiękową iluzję przebywania w miejscu, w którym dokonywano nagrania. Bywa mylona ze stereofonią.
W celu osiągnięcia pożądanego rezultatu, w nagraniach stosuje się najczęściej tzw. „sztuczną głowę” bądź mikrofony douszne. „Sztuczna głowa” składa się z makiety głowy z małżowinami usznymi, wewnątrz których – w miejscach gdzie znajdują się błony bębenkowe lub na wejściu do kanału słuchowego – umieszczone są wysokiej klasy mikrofony pojemnościowe. Mikrofony te rejestrują dokładnie taki sam dźwięk, jaki docierałby do uszu słuchacza, gdyby znajdował się on w miejscu, w którym umieszczona jest sztuczna głowa. Urządzenie odtwarzające wyposażone w słuchawki pozwala na realistyczną i precyzyjną symulację (lub odtworzenie) dźwięków pochodzących z otoczenia słuchacza.
Nagrania binauralne wykorzystują naturalną zdolność ludzi i zwierząt do precyzyjnego lokalizowania źródła dźwięku odbieranego przez narząd słuchu. Efekt binauralny wykorzystuje się m.in. jako pomoc w edukacji osób z wadą wzroku. Był też wielokrotnie używany przez twórców muzyki popularnej (m.in. Rogera Watersa, zespół Pearl Jam).
Do prawidłowego odbioru efektu binauralnego konieczne są słuchawki (przy odsłuchu za pomocą zestawów głośnikowych znika u słuchacza wrażenie przebywania wewnątrz sceny dźwiękowej).